# Radio Orthodoxia
Radio Orthodoxia – pierwsza w Polsce prawosławna rozgłośnia radiowa, emitująca program radiowy Prawosławnej Diecezji Białostocko-Gdańskiej Polskiego Autokefalicznego Kościoła Prawosławnego. Głównym celem rozgłośni są szeroko rozumiane działania ewangelizacyjne. Audycje emitowane przez Radio Orthodoxia mają charakter religijno-społeczny.
Dyrektorem rozgłośni jest ks. Mateusz Kiczko. Funkcję zastępcy dyrektora pełni Paulina Bojarska.
Program Radia Orthodoxia nadawany jest codziennie w godzinach 16:00-21:00 ze studia przy parafii Świętego Ducha w Białymstoku. Radio posiada 4 stacje nadawcze w Białymstoku 102,7FM, w Bielsku Podlaskim 98,7FM, w Siemiatyczach 92,5FM, i w Sokółce 91.3FM. Program dostępny jest również w internecie za pośrednictwem serwisu www.orthodoxia.pl

## Historia
Radio Orthodoxia zostało powołane 30 listopada 2001 roku dekretem Jego Ekscelencji biskupa białostockiego i gdańskiego Jakuba. Próbna emisja programu rozpoczęła się 19 grudnia 2001 roku. Oficjalne poświęcenie rozgłośni radiowej odbyło się 15 września 2002 roku. Uroczystego przecięcia wstęgi dokonali Jego Ekscelencja biskup Jakub, prezydent miasta Białegostoku Ryszard Tur oraz dziekan okręgu białostockiego ks. mitrat Jerzy Boreczko. Punktualnie o godzinie 16:00 nadano pierwszy oficjalny program Radia Orthodoxia.
Początkowy program był emitowany dwie godziny dziennie. Później kolejno zwiększano czas antenowy. W 2006 roku do 3 godzin, w 2010 do 4 godzin i od 1 listopada 2015 roku do 5 godzin.
Główna siedziba rozgłośni radiowej od początku istnienia mieści się przy parafii św. Ducha w Białymstoku. W pierwszym okresie działalności stacji nadajnik był umieszczony na kopule tamtejszej cerkwi. W 2012 roku przeniesiono system nadawczy do nowo wybudowanej dzwonnicy, a od 2018 roku zwiększono sygnał nadawczy do 5kW.
W 2020 roku uruchomiono nowe stacje nadawacze w Bielsku Podlaskim, Siemiatyczach i Sokółce. Od tego momentu Radio Orthodoxia obejmuje swoim zasięgiem południową część województwa podlaskiego.
W latach 2001–2016 dyrektorem radia był ks. Jan Kojło. Od 22 lutego 2017 roku funkcję tę pełni ks. Mateusz Kiczko. Z dniem 9 marca 2021 funkcję zastępcy dyrektora objęła Paulina Bojarska.

## Redakcja
Redakcje Radia Orthodoxia tworzą głównie wolontariusze. Większość z nich to uczniowie szkół średnich, studenci oraz osoby aktywne zawodową. Radiowi adepci poprzez tworzenie audycji mogą rozwijać swoje dziennikarskie pasje i zainteresowania, działając przy tym na rzecz Cerkwi. Z Radiem Orthodoxia stale współpracuje ok. 15 osób z Białegostoku, Supraśla, Bielska Podlaskiego, Siemiatycz i Warszawy. Wolontariusze Radia Orthodoxia brali udział w licznych warsztatach doskonalących m.in. w Polskim Radiu Gdańsk (2019), Polskim Radiu Białystok (2017) oraz Radiu Vera w Moskwie (2018).

## Programy, audycje i muzyka
Program Radia Orthodoxia adresowany jest do prawosławnej społeczności województwa Podlaskiego. Emitowane audycje mają charakter religijno-społeczny i są to główne: relacje z wydarzeń cerkiewnych, transmisje i retransmisje nabożeństw, wywiady, reportaże oraz inne materiały o charakterze religijno-edukacyjnym. Na antenie codziennie czytane są fragmenty Pisma Świętego opatrzone komentarzem prawosławnych duchownych. W ramówce programu znajdują się programy prozdrowotne, audycje mniejszości narodowych oraz audycje promujące wielokulturowość Podlasia.
Wśród cyklicznych gości Radia Orthodoxia można wyróżnić hierarchów i duchownych z Polski i zagranicy, teologów, osoby związane z życiem Cerkwi, przedstawicieli organizacji pozarządowych, lekarzy, lokalne autorytety, przedstawicieli władzy samorządowej oraz dzieci i młodzież z Białostockich placówek oświatowych.  
Na antenie Radia Orthodoxia dominują kompozycje muzyki cerkiewnej z Polski i zagranicy.

## Działalność
Radio Orthodoxia posiada status nadawcy społecznego. Rozgłośnia nie emituje reklam i utrzymuje się z subwencji Prawosławnej Diecezji Białostocko Gdańskiej oraz wpłat słuchaczy. Oprócz lokalnych odbiorców z województwa Podlaskiego słuchaczami Radia Orthodoxia są prawosławne społeczności w Warszawie, Lublinie, Gdańsku, Wrocławiu, a także poza granicami Polski, m.in. w Belgii, Wielkiej Brytanii, Francji, Holandii i Stanach Zjednoczonych.
Radio Orthodoxia posiada stronę internetową www.orthodoxia.pl oraz kanał w serwisie YouTube, gdzie umieszczane są archiwalne nagrania dźwiękowe.